# PA-31
La PA-31 est une voie rapide urbaine qui permet d'accéder à Pampelune depuis les autoroutes A-15 et A-21 en venant du sud (Saragosse, Jaca...).
Elle se déconnecte à hauteur de Noain au niveau de la bifurcation entre l'A-15 et A-21 pour desservir l'Aéroport de Pampelune ainsi que les zones industrielles du sud de l'agglomération.

Elle double l'ancienne route nationale N-240.
D'une longueur de 4,6 km environ, elle relie l'Aéroport de Pampelune et les zones industrielles au centre urbain de Pampelune sur le prolongement de la Carretera de Zaragoza

## Tracé
- Elle débute au sud-est de Pampelune où elle bifurque avec l'A-15 et l'A-21 en provenance de Saragosse ou Jaca.
- Elle dessert Noain mais aussi l'Aéroport de Pampelune et les zones industrielles de la ville.
- Elle suit le tracé parallèle de l'A-15 jusqu'à la rejoindre pour très court tronc commun d'une centaine de mètres pour ensuite se reconnecter afin de pénétrer le centre urbain de Pampelune par le sud.

## Sorties
| Sorties | Villes                                                                        |            |
| ------- | ----------------------------------------------------------------------------- | ---------- |
|         | Jaca - Huesca A-21 Saragosse - Tudela - Soria AP-15 Pampelune Sud - Noain     | A-15       |
|         | Zone Industrielle Talluntxe I                                                 |            |
| 03      | Aéroport de Pampelune-Noain                                                   |            |
|         | Jaca A-21 - Saragosse - Tudela AP-15 Pampelune Est                            | A-15 PA-30 |
|         | Zone Industrielle Talluntxe I - Noain-Esquiroz                                |            |
| 06      | Zone Industrielle Galaria Leclerc Pampelune                                   |            |
|         | Zone Industrielle Cordovilla                                                  |            |
|         | Pampelune Centre Pampelune-Avenida de Navarra - Pampelune-Avenida de Zaragoza |            |

### Référence
- Nomenclature